# Melidora macrorrhina
Guarda-rios-bico-de-gancho ou martim-caçador-ganchudo (Melidora macrorrhina) é uma espécie de ave da família Alcedinidae. É a única espécie do género Melidora.
Pode ser encontrada nos seguintes países: Indonésia e Papua-Nova Guiné.Os seus habitats naturais são: florestas subtropicais ou tropicais húmidas de baixa altitude.